# 冯小明
冯小明（1963年10月7日—），男，四川武胜人，中国化学家。现任四川大学教授。

## 生平
1985年毕业于兰州大学化学系，1988年获兰州大学硕士学位，1996年获中国科学院化学研究所博士学位。2013年当选为中国科学院院士。2018年1月，当选第十三届全国政协委员。

## 奖项和荣誉
2018年获得未来科学大奖物质科学奖。